# リャーリャ (小惑星)
リャーリャ (2164 Lyalya) は、小惑星帯の小惑星。
1972年にニコライ・チェルヌイフがクリミア天体物理天文台で発見した。

## 名称
独ソ戦で犠牲となった大学生、エレーナ・ウビイヴォフク（Еле́на Константи́новна Убийво́вк / Elena Konstantinovna Ubijvovk, 1918年 - 1942年）の愛称 Ля́ля から名付けられた
。ハリコフ大学 (University of Kharkiv) で天文学を学んでいた彼女は、パルチザン活動に加わって戦死した。